# Karttula (quartier)
Karttula est un quartier de Kuopio en Finlande,.

## Description
Karttula est le 43ème quartier de Kuopio. Il compte environ 3 500 habitants.
Karttula est situé à environ 45 kilomètres à l'ouest du centre de Kuopio par la route.
La municipalite de Karttula a rejoint Kuopio au début de 2011. 
Après la fusion des municipalités, le nom de la ville élargie est la ville de Kuopio et le blason est le blason de la ville de Kuopio.
L'agglomération de Karttula est devenu le quartier Karttula de Kuopio.
Dans le quartier de Karttula, se trouvent, entre autres, l'école et la bibliothèque de Karttula. Il existe également une clinique et un centre de santé, un bureau de poste, une épicerie, une quincaillerie, une pharmacie, un restaurant, une station-service, une caserne de pompiers, l'église de Karttula et la maison paroissiale.

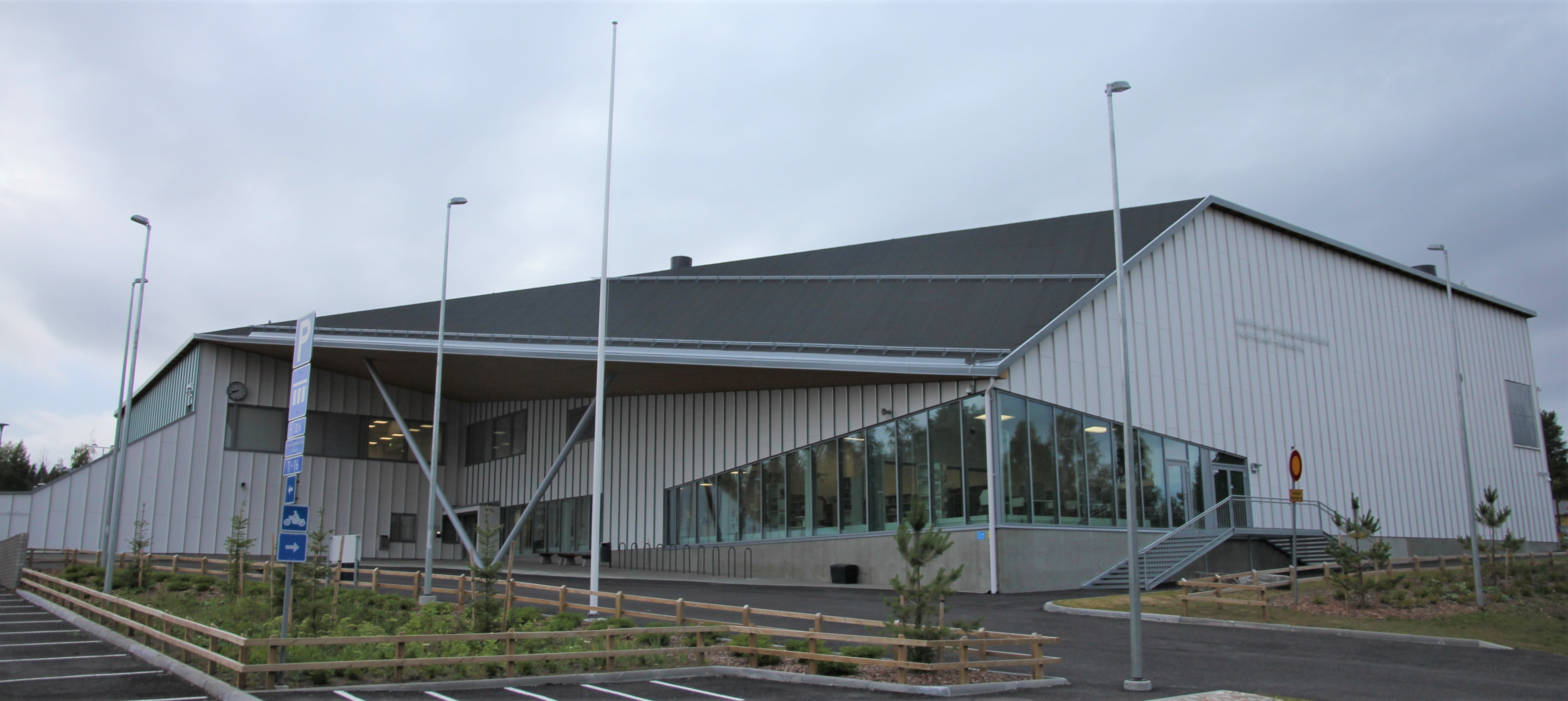
École de Kissakuusi et bibliothèque de Karttula.

## Lieux et monuments

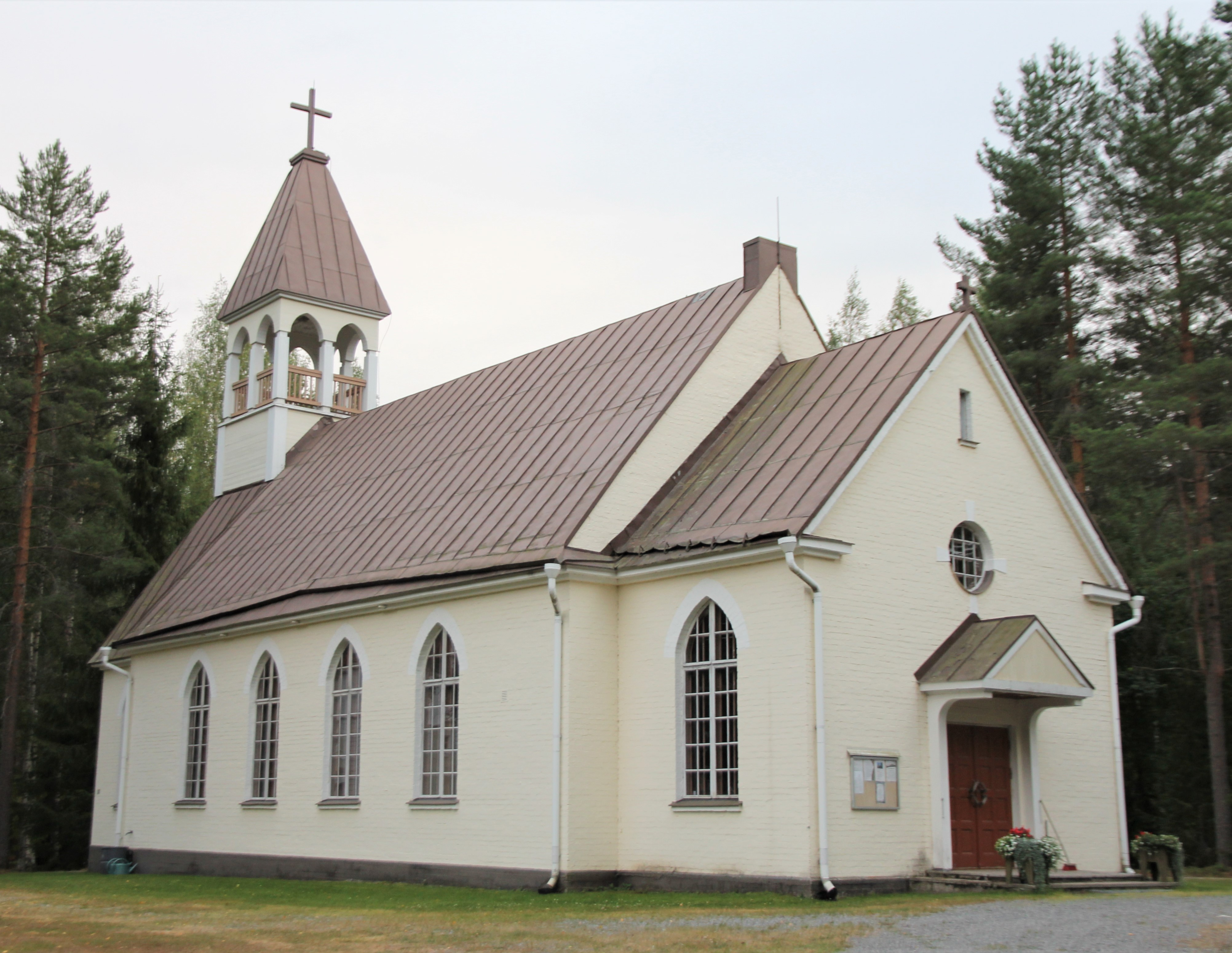
Église de Karttula.
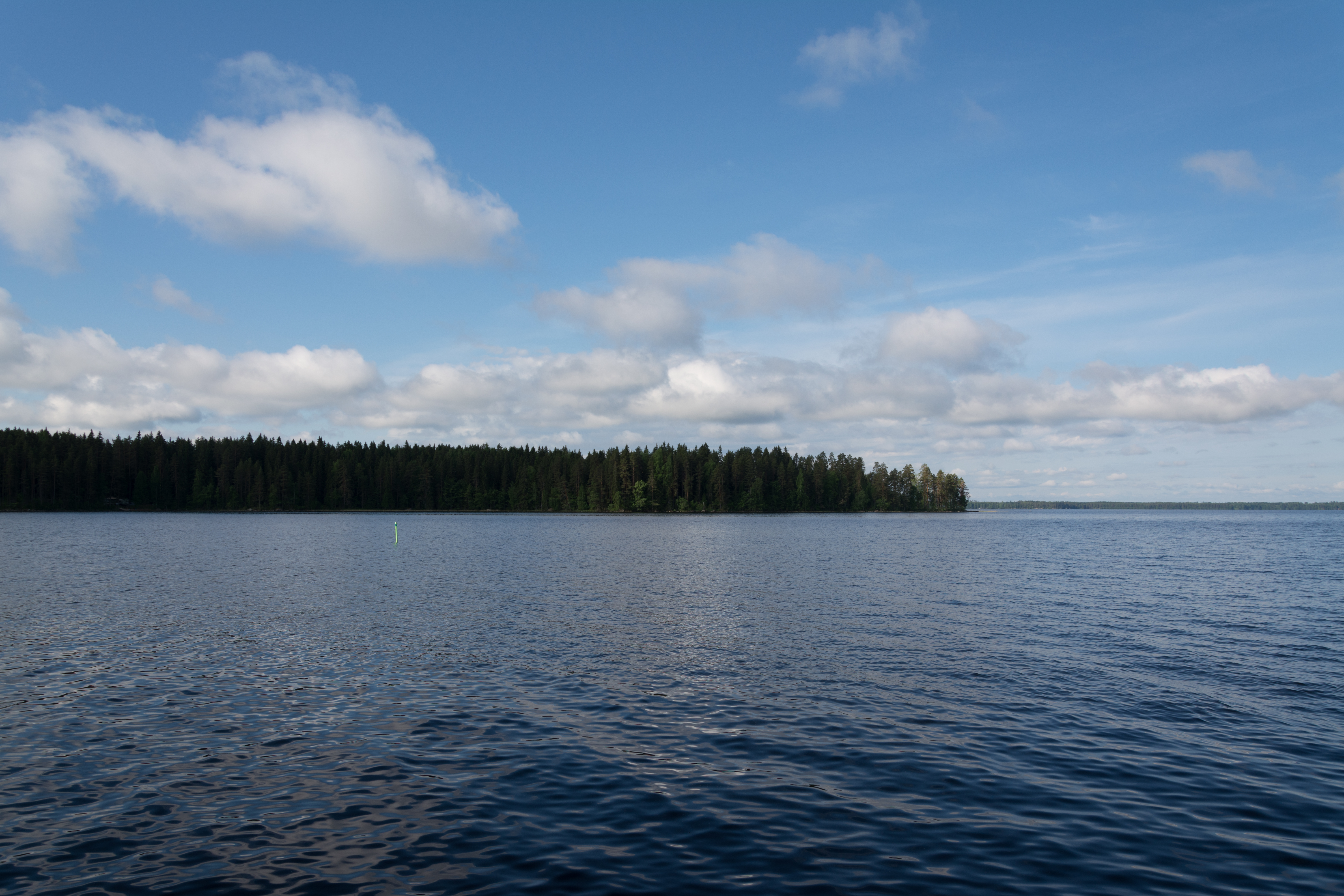
Le lac Virmasvesi vu de la  route Suonenjoentie à Karttula.
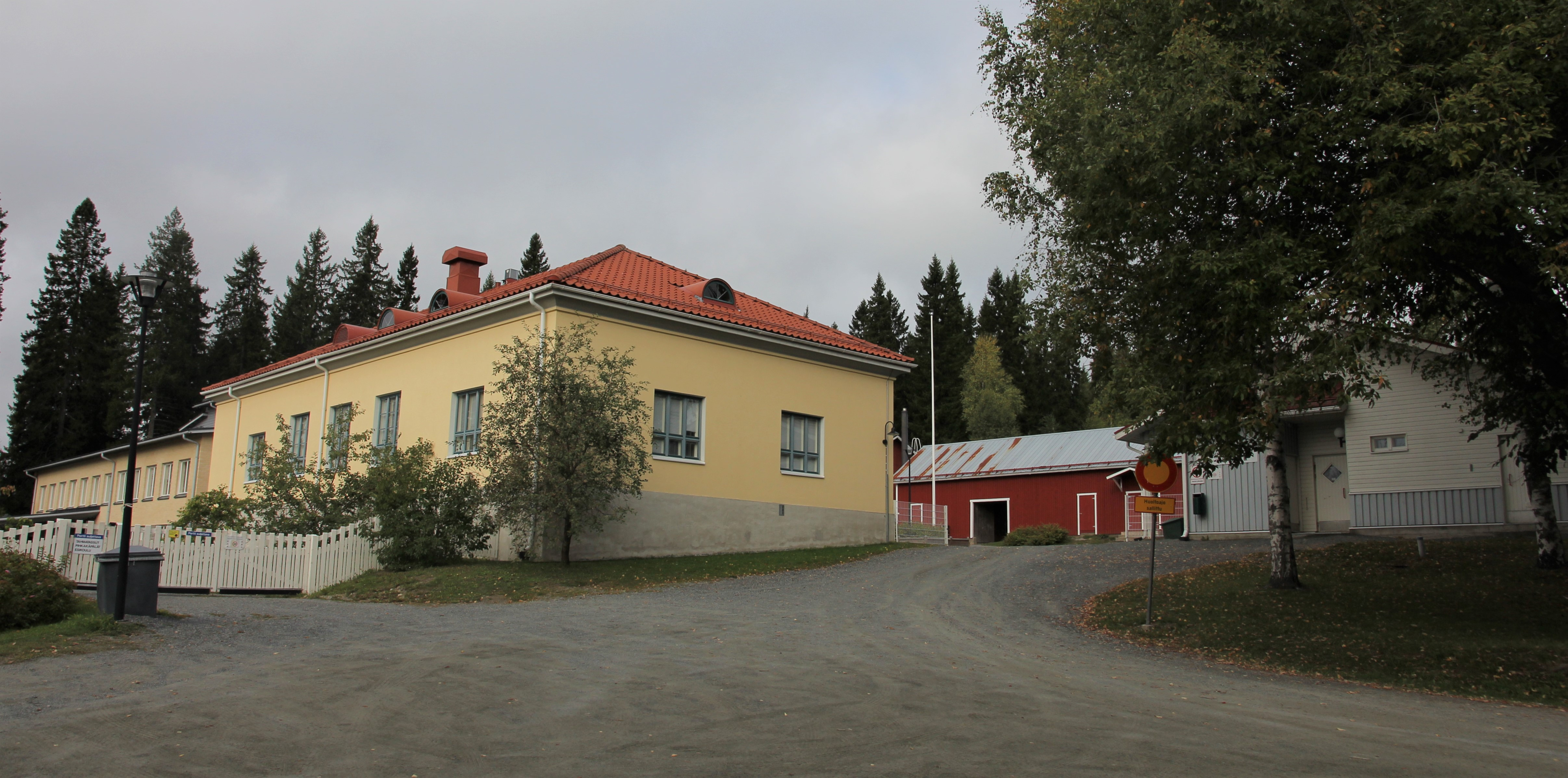
École de Pihkainmäki.
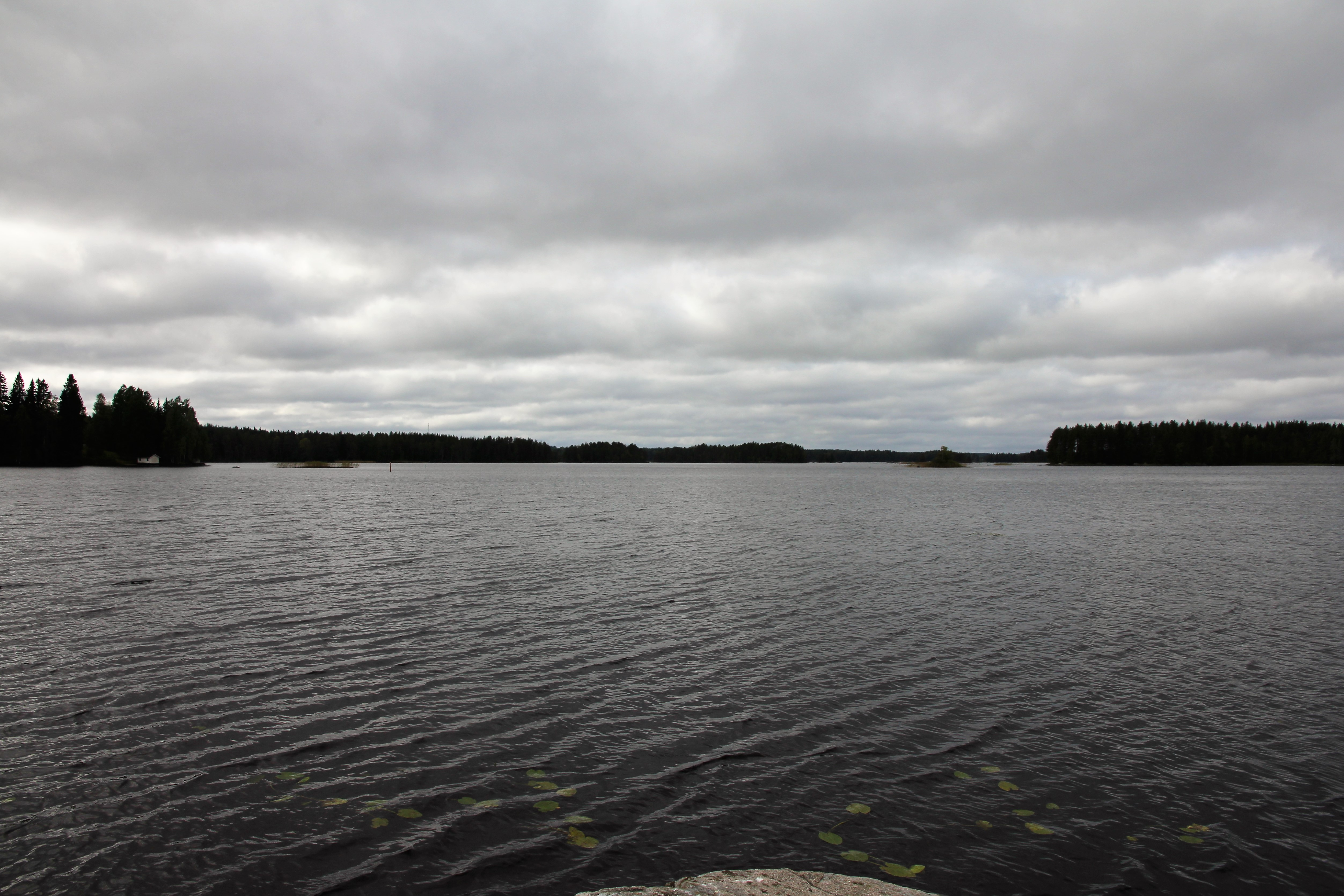
Le lac Kuttajärvi.